# 比留間千稲
比留間 千稲 (ひるま ちいね 1945年7月14日 -　) は日本の作家。
香川県小豆島で育つ。1980年6月女性3人の文芸誌『ISIS』発刊。
主な作品に、『立体交差』(角川文庫「掌篇コンクール傑作集」収録)、『ラップ様愛情譚』（市井社刊）、
短篇集『ラプンツェルや、ラプンツェル』（作品社刊）など。

## 人物
県立小豆島高等学校、法政大学文学部英文学科卒業。
同郷の詩人・壺井繁治の弟子であった父・福井利夫と母・愛子の第一子として生まれ、両親から壺井繁治、佐多稲子、壺井栄たちの話を聞いて成長。
父が読んでくれたディケンズの『クリスマス・キャロル』に始まり、絵本仕立ての『ピーター・パン』などで育ち、小学生になるとスティーヴンソンの『宝島』に心酔。中学では永井荷風、谷崎潤一郎、中野重治を齧り、高校で夏目漱石に出会い、トルーマン・カポーティや・フラナリー・オコナー、ウィリアム・フォークナーを知る。

## 受賞歴
- 1984年『立体交差』で「月刊カドカワ」掌篇小説大賞 優秀賞受賞（1985年角川文庫　吉行淳之介「掌篇コンクール傑作集」収録）

## 作品リスト

### 書籍
- 短篇小説集『ラップ様愛情譚』（市井社 1998年10月12日発刊）

- 長篇小説『エリのうつ』（ゴマブックス 2007年3月10日発刊）
- 電子書籍『エリのうつ』（ひるま・ちいね名 Amazon Kindle 2007年2月6日発刊）
- 短篇小説集『ラプンツェルや、ラプンツェル』（作品社 2011年7月8日発刊)／2011年度選定図書（日本図書協会）
- 電子書籍　中篇小説『曽居アートspace』（ひるま・ちいね名 2015年10月発売）

### 短篇
- 「告別」（「三田文學」1989年 秋季号 №19）
- 「ラプンツェルや、ラプンツェル」（「三田文學」1996年 冬季号 №44）
- 「うわ言」（「関西文学」1999年 №16）
- 「レギュラー満タン」（「三田文學」2005年 冬季号 №80）
- 「夜光虫」（「三田文學」2007年 秋季号 №91）
- 「迷夢」（「三田文學」2012年夏季号№110）
- 「千軒浜」（「季刊文科」2013年6月№60）
- 「ギョエンの午後」（「季刊文科」2017年12月№73）
- 「京の町屋」、「ギンモクセイ」、「オガクズ」ほか（「北奧氣圈」2017年12號～）

## エッセイ
- 「伊藤　整の<変容>」（「三田文學」1999年冬季号）
- 「ジョイス・タワーへ」　（「三田文學」2013年秋季号）
- 「君には小説は書けないよ」（「三田文學」2018年秋季号）
- 著書を語る『ラプンツェルや、ラプンツェル』 「鎌倉ペンクラブ」№20　2019　No.28｢近況｣ほか
- 「新型コロナと花粉症」（「三田文學」2020年秋季号）　など

## 書評
- 「ラップ様愛情譚」
- 「幻のもうひとり」　山内 洋氏（文芸評論）この著者のはじめての小説集だ。世に夫婦の姿を描いた物語は数多いけれど、この本はちょっと不思議な手触りをわたしに残した。・・・この「女砂金採集者」は、私小説的文体の拘束から、じょうずに免れているためか、作品の風通しがあきらかによくなっている。特に、主人公が義理の娘、つまり夫の娘が連れてきた恋人に身勝手ともいえる思い入れと裏切りを行う結末近い部分がよい。夫との閉ざされた生活につよい息苦しさをも覚えている主人公の気持ちが、誰にも交換可能な心情として受けとれる仕掛けになっているからだ。

こういう描写の前では、もうどこまでが”事実”で、どこからがそうではないのかなど、読者にとってはまったく気にならなくなる。そして、それはとりもなおさず、比留間千稲という作家がみずからの織りなす小説世界に、新しい自前の言葉を与えつつあることをしめすにほかならないのだ。『幻のもうひとり』

　山内 洋氏（文芸評論）（「三田文學」1999年 冬季号 No.56 )

- 小尾慶一氏による書評『エリのうつ』（「三田文學」2007年 春季号 №89）
- 水牛健太郎氏による書評『夜光虫』（「三田文学」2008年 冬季号 №92）
- 「神奈川新聞」読書欄に書評掲載『エリのうつ』(2008年03月09日朝刊）
- 印内美和子氏による書評『内なる生理に駆りたてられて』(「三田文學」2011年秋季号)
- 「文學界」2012年10月号　三浦玲一氏「新人小説月評」より短篇「迷夢」は、「全体性、統御、ポストモダニズム」。
- 同じく、栗原裕一郎氏『それで何を書きたかったのですか』
- 坂上弘氏による短編集『ラプンツェルや、ラプンツェル』帯文

## 好きな作家
- 古井由吉
- ジェイムズ・ジョイス
- ミランダ・ジュライ
- レイモンド・カーヴァー
- バーナード･マラマッド　など